# 토머스 로버트 맬서스
토머스 로버트 맬서스(영어 Thomas Robert Malthus, 1766년 2월 14일 ~ 1834년 12월 23일)는 영국의 성직자이며, 인구통계학자이자 정치경제학자이다. 고전경제학의 대표적인 학자 가운데 한 명으로 영국 왕립 학회 회원이었다. 《인구론》이라는 저서를 통해 인구학에 대한 이론을 전개한 것으로도 유명하다. 오늘날 그는 토머스 맬서스로 불리고 있으나, 그는 생전에 로버트로 불리기를 원했다.
맬서스는 자신의 저서 《인구론》을 통해서, 인구의 자연적 증가는 기하(등비)급수적이지만 식량은 산술(등차)급수적으로 밖에 증가하지 않기 때문에 과잉인구로 인한 식량부족은 필연적이며, 그로 인해 빈곤과 죄악이 많이 발생하는 것은 불가피하다고 주장하였다. 결국 상당수가 가난 속에서 살다가 기아, 전쟁, 전염병등으로 인해 인구대비 식량의 불균형은 시정될 것으로 내다 보았다. 그러나 그는 과학기술의 발달로 제초제, 값싼 화학비료, 수생작물의 보급등으로 농업생산량이 극적으로 증가하고, 피임법의 발달등을 통해 인구증가 현상이 억제될 수 있다는 사실을 예측하지는 못했다.
맬서스의 인구 이론은 당대 뿐 아니라 후세에 이르기까지 여러분야에 매우 강한 영향을 주었다. 과학에서는 찰스 다윈, 알프레드 월리스 등의 진화론 학자들에게 많은 영향을 주었다. 찰스 다윈은 1836년에 《인구론》을 읽은후에야 진화의 기제가 적자생존, 즉 자연도태라는 것을 깨닫게 되었다고 하였다.
맬서스는 인구증가 대비 식량 생산량의 불균형을 방지하기 위해서는 성적 금욕과 기독교적 도덕을 강조하였다. 이런 그의 주장은 1834년에 제정된 영국의 신구빈법에 반영 되었고, 구빈원에 수용시 부부를 분리 수용하게 만들었다. 이는 신구빈법 제정에 주도적인 역할을 했던 애드윈 채드윅이 맬서스에게 깊은 영향을 받았기 때문이었다. 또한 사회적 의무이자 빈민의 권리로서 인식되던 빈민구제는 배척되고, 빈곤은 개인의 게으름과 자기절제의 결여로 낙인찍히게 되는 효과를 발휘하였다.

## 생애
영국 서리주 길드포드에서 대니얼 맬서스와 헨리에타 맬서스 사이에서 8남매 중 차남으로 태어났다. 그의 가족은 부유했으며 아버지 대니얼은 데이비드 흄과 개인적인 친분이 있었으며 장 자크 루소와도 알고 지냈다. 그가 태어난 몇 주 뒤인 3월 9일에 흄과 루소가 실제로 맬서스의 집을 방문하였다. 집에서 기초적인 교육을 받은 후, 1784년 워링턴에 있는 케임브리지 대학교의 지저스 컬리지로 진학하여 1788년에 졸업했다.
대학에서 그는 라틴어, 그리스어, 영어 독법 등 다양한 분야를 공부하였으나 주된 연구분야는 수학이었다. 집안내력에 의한 선천성 구개파열(언청이)이었지만 일상적인 대화에서는 별다른 문제가 없었다. 오히려 대학 시절부터 각종 웅변대회를 휩쓴 능변가였으며 키가 크고 미남형이었다.
맬서스는 1791년 박사학위를 받았고 2년 뒤 전임 교수가 되었으며, 1797년 성공회의 성직자로 서품되었다. 앨버리에서 부제가 되었으며, 재임중인 1798년에 《인구론》을 익명으로 발표하였다. 맬서스는 1804년 그의 종질인 헤리어트 에커설과 결혼하였으며 둘 사이에 세명의 자식을 보았다. 1805년에는 동인도회사의 인재양성 학교인 이스트 인디아 컴퍼니 칼리지로 자리를 옮겼다. 이곳에서 역사, 정치, 상업, 금융에 대해 강의하며 ‘정치경제학’(Political Economy) 담당 교수가 됨으로써 최초의 전업 경제학자라는 기록을 가지게 되었다. <국부론>의 저자 애덤 스미스는 도덕철학 담당 교수였다.
1818년에는 영국 왕립 학회 회원이 되었다. 1834년 장인의 집에서 심장병으로 갑작스럽게 사망하였으며 바스 대성당에 묻혔다.

## 인구 이론

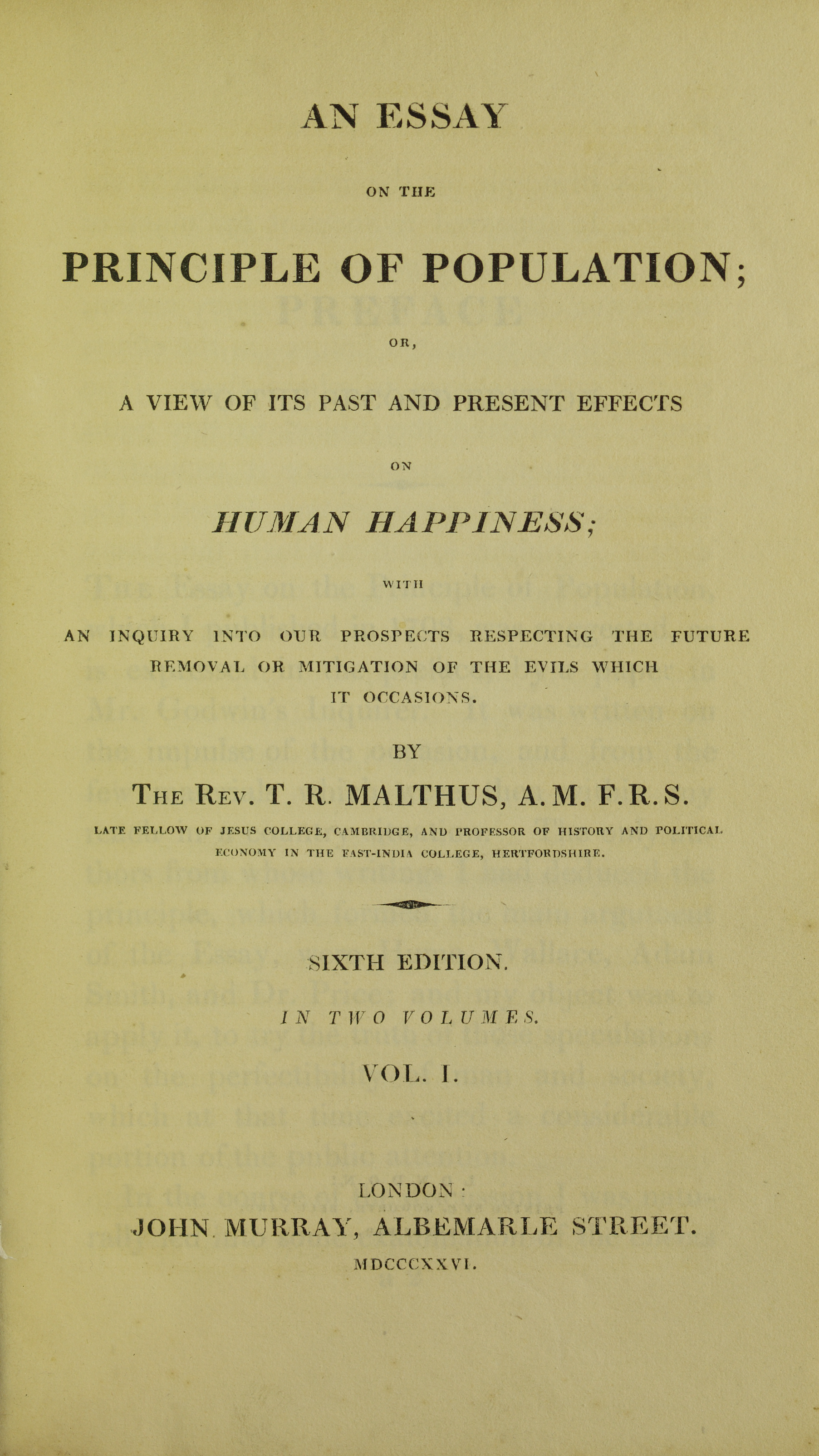
Essay on the principle of population, 1826

맬서스는 1798년 《인구론》의 초판을 익명으로 출간하였으며 1826년까지 6번의 개정판을 출간하였다. 매 개정판에는 새로운 소재, 당시 세계각국의 인구통계, 비판에 대한 대응, 자신의 입장 변화 등을 담아 논문을 보강하였다.
맬서스는 역사 속의 모든 인구 증가가 결국 빈곤으로 이어졌으며 이는 인구의 증가가 식량과 같은 자원의 증가보다 급격하게 이루어지기 때문에 일어나는 현상이라고 주장하였다. 맬서스의 인구 성장에 대한 가설은 아래와 같다.(논문의 1798년 판)
1. 생존은 인구 규모에 의해 강한 제약을 받는다.
2. 생존 수단이 증가할 때 인구도 증가한다.
3. 인구 증가의 압력은 생산력의 증가를 필요로 한다.
4. 생산력의 증대는 더 큰 인구 성장을 기대하게 한다.
5. 생산력의 증대가 이러한 인구 성장의 필요 정도를 지속적으로 보장하는 것은 불가능하므로 인구 성장의 수용력은 한계에 봉착한다.
6. 성행위, 노동, 아이 등을 위한 개인의 비용/수익이 인구의 증가 또는 감소를 결정한다.
7. 인구가 생존 가능한 규모를 초과하면
8. 자연은 사회 문화적인 잉여 인구에 대해 특정한 효과를 부과하게 된다. - 맬서스는 이러한 특정한 효과의 예시로 빈곤, 악, 곤경 등을 들었다.

그는 인구의 자연 증가는 기하급수적인데, 식량의 생산은 산술급수적이므로, 인간의 빈곤은 자연 법칙의 결과라 하였다.
또 그의 <경제학 원리>는 리카도에 반대하여 부·노동·가치·차액 지대·공황 등에 관한 자기 주장을 서술한 것인데, 전적으로 귀족 지주 및 자본가를 옹호하는 입장을 취하고 있다.

## 영향
맬서스의 인구 이론은 당대 뿐 아니라 후세에 이르기까지 여러분야에 매우 강한 영향을 주었다. 과학에서는 찰스 다윈, 알프레드 월리스 등의 진화론 학자에 많은 영향을 주었다. 1978년 마이클 하트가 발간한 《역사상 가장 영향력 있는 100인》에 맬서스는 80위로 소개되고 있다.
맬서스는 공급과 수요의 불균형에 대해 과잉이란 표현으로 개념화하였다. 그의 이론은 당대에는 종종 놀림거리로 취급되었으나, 오늘날에는 후세의 대공황과 케인즈의 등장을 예견한 것이란 평가를 받는다.
맬서스 이전의 경제 비평가들은 높은 출산율을 긍정적으로만 평가했는데, 인구의 증가는 노동 인구와 경제활동 인구의 증가로 이어져 경제 발전에 기여할 것이라 생각했기 때문이다. 맬서스는 인구 증가에 대해 새로운 시각을 제시하였으며, 이로 인해 여전히 높은 출산율이 총생산 증가에 긍정적이라고 생각하는 경제학자조차 급격한 출생률 증가는 수용가능량 당 생산량의 감소를 가져온다는 것에 동의하게 하였다. 데이비드 리카르도(맬서스와 개인적인 친분이 있었다.)나 앨프레드 마셜은 맬서스의 직접적인 영향을 받았다.
인구론의 영향력은 정치권으로 확대되었다. 당시 영국 총리였던 윌리엄 피트로 하여금 빈민법에 의한 빈민의 지원을 중단하게 하였다. 휘그당은 맬서스의 저작으로 인해 토리당의 온정주의와 결별하고 1834년의 빈민법 개정을 주도하게 한다. 또한 맬서스의 인구 이론은 1801년 영국 최초의 근대적 인구 조사가 실시되는 원동력으로 작용했다.

## 비판

### 당대의 비판
당시 영국사회는 17세기에 청교도 혁명 등 위기가 있었으나 잘 극복하였고, 18세기에는 산업혁명으로 성장을 거듭했으며, 드디어 다가올 새로운 세기인 19세기 미래에 대해 부푼 희망을 품고 있었다. 그러나 맬서스는 그런 유토피아적 환상으로 낙관하던 사람들의 낭만적인 꿈을 앗아가 버렸다는 비판을 받았다. 이 밖에도 맬서스의 생전에 수많은 비난이 쏟아졌고 '인구론'이 논란의 대상이 되었지만, 자신의 견해를 철회하거나 크게 바꾸지는 않았다.
19세기 비평가인 토머스 칼라일(Thomas Carlyle)이 맬서스의 책을 읽은후 "경제학은 우울한 학문(dismal science)'이라는 표현을 사용했다. 1820년 윌리엄 고드윈은 맬서스의 인구 이론을 비판하기 위해 《인구에 대하여》를 저술하였다. 존 스튜어트 밀, 나소 윌리엄 시니어와 같은 경제학자들, 로버트 오웬과 같은 산업가, 윌리엄 헤즐리트와 같은 논객, 윌리엄 코베트와 같은 윤리학자 등도 맬서스의 이론에 비판적이었다.

### 마르크스주의
카를 마르크스와 프리드리히 엥겔스는 19세기 중엽 그들의 공동저작들을 통해 맬서스의 이론을 비판하였다. 마르크스의 입장에서 보면 맬서스가 주장하는 생산 수단 상의 인구 압박의 문제는 실은 인구에 대한 생산 수단의 압박일 뿐 이었다. 즉, 마르크스는 자본주의는 값싼 노동력을 지속적으로 얻기 위해 실업상태에 있는 예비 노동자군을 반드시 필요로하며 맬서스가 말하는 과잉인구란 실은 자본주의에 의해 어쩔 수 없이 생기는 상대적 과잉일 뿐이라고 주장하였다.

### 생물학
과학에서는 찰스 다윈, 알프레드 월리스 등의 진화론 학자들에게 많은 영향을 주었다. 찰스 다윈은 1831년부터 비글호를 타고 남아메리카 섬들을 탐험하며 진화론의 증거들을 수집하였다. 그러나 진화의 기제가 무엇인지는 알 수 없었다. 5년만인 1836년에 영국으로 돌아온후에 《인구론》을 읽게 되었는데, 이때 그는 이 책을 통하여 진화의 기제가 적자생존, 즉 자연도태라는 것을 깨닫게 되었다.
찰스 다윈의 말에 의하면, '흥미삼아' 읽은 《인구론》의 내용이 다윈이 직면하고 있던 문제에 대한 실마리를 제공했다고 한다. 인간사회의 치열해져 가는 생존경쟁에서 이기고 환경에 잘 적응하는 사람만이 살아남는다는 맬서스의 이야기는 다윈으로 하여금 '경쟁'의 중요성을 인식하도록 해 주었다. 곧, 이 같은 '경쟁'이 어떤 종의 여러 개체 중에서 환경에 잘 적응하는 성질을 가진 것만이 살아 남을 수 있도록 하는 선택의 수단으로 작용한다는 것이었다. 그리고 오랜 세월이 지나면 그 같은 성질을 가진 개체들만이 살아 남아서 종의 성질이 그 같은 방향으로 변화하도록 '선택'할 것이다. 또한 다윈은 『인구론』에서 이야기하는 인간이라는 하나의 종 안에서의 이 같은 '경쟁'을 같은 지역내의 여러 종들간의 경쟁으로 확장해서, 적응의 대상이 되는 환경에 한 종과 경쟁하고 있는 주위의 다른 종들도 포함되도록 했다. 기후, 풍토 등의 물리적 환경이 똑같은 갈라파고스군도의 서로 다른 섬들에서의 각각 다른 동식물 분포는 이 같은 종들간의 경쟁에 의해 설명될 수 있었다. 이렇게 해서 '자연선택'(natural selection)이 진화의 메커니즘이라는 다윈의 이론의 핵심이 형성되었다.
로널드 피셔는 그의 책 《자연 선택의 유전학》에서 맬서스의 이론이 실제 자연 선택과 어긋남을 지적하였다.

### 낙관론
19세기의 경제학자들 중 일부는 노동의 분업과 특화 및 자본 투자의 증가와 여러 요인들로 인해 맬서스의 경고는 기우에 그칠 것이라고 믿었다. 그들은 기술의 진보와 자본 설비의 증대가 없다 하더라도 노동력 공급의 증가는 수확 체감의 법칙을 극복하고 생산력 향상에 긍정적인 영향을 줄 것이라 확신하였다. 미국의 경제학자 헨리 조지는 다음과 같은 말로 맬서스의 주장을 반박하였다.
"제이호크(매의 일종)와 사람은 둘 다 닭을 먹는다. 제이호크가 닭을 잡아 먹으면 닭의 수는 줄어들 뿐이지만, 사람들이 닭을 먹을 때는 닭은 증가한다."

## 같이 보기
- 기하급수적 성장
- 홍양길
- 인구 과잉
- 세계 인구